# Setodes prabhatajalaja
Setodes prabhatajalaja är en nattsländeart som beskrevs av Schmid 1987. Setodes prabhatajalaja ingår i släktet Setodes och familjen långhornssländor. Inga underarter finns listade i Catalogue of Life.